# Vz. 58突擊步槍
1958年型7.62毫米衝鋒槍（簡稱：Sa vz. 58或vz. 58）是捷克斯洛伐克研製的突擊步槍，發射7.62×39毫米中間型威力槍彈。它於1950年代末成為捷克斯洛伐克人民軍的制式步槍，並取代了過往在軍隊中服役的vz .52半自動步槍和Sa 24、Sa 26衝鋒槍。
儘管vz. 58與AK外型相似，實際上兩種步槍卻是使用完全不同的運作方式（AK及其衍生型運用了長行程活塞的結構，而vz. 58則是使用短行程活塞），而且兩種武器沒有任何可通用的零件，包括彈匣，因此vz. 58算不上是AK槍族的一員。而捷克斯洛伐克也是唯一從來沒有仿製及正式裝備AK步槍的華沙條約國家。

## 歴史
該武器的研製始於1956年，當時蘇聯要求所有華沙條約成員國必需裝備統一口徑的武器。故此，捷克槍械設計師伊日·塞馬克（Jiří Čermák）設計出一枝發射7.62×39毫米中間型威力槍彈的原型槍，該武器被稱為「掃帚」。該槍於1958年被捷克斯洛伐克人民軍正式採用，由烏爾斯基·布羅德兵工廠負責生產，並定名為「1958年型7.62毫米衝鋒槍」（由此可見與不少國家一樣，捷克當時還沒有使用突擊步槍這個術語）。vz. 58還被出口到大量第三世界國家以裝備當地的軍隊和警察，也有部份vz. 58落入了一些恐怖組織和準軍事組織手上，並廣泛地在中亞流通著。
vz. 58有三個版本，包括：使用合成材料製（早期版本為木製）固定槍托的標準型，該版本被命名為「vz. 58 P」，P為捷克語「Pěchotní」的縮寫，代表著「步兵型」。第二個版本為vz. 58 V，V為「Výsadkový」的縮寫，代表著「空降兵型」。該版本配有一具金屬製向右摺疊式槍托。而第三個版本為vz. 58 Pi，為在機匣左邊安裝瞄準鏡導軌的步兵型，可用於裝上NSP-2夜視鏡，也可透過裝上鏡橋以對應各種進口的現代瞄準鏡。另外它還附有一具可拆卸的摺疊式兩腳架和一個放大的錐形消焰器。
在1990年代，捷克研製了一種包括突擊步槍、短突擊步槍（卡賓槍）和輕機槍三種模式並發射5.56×45毫米北約步槍彈的模組化武器系統，該武器被命名為CZ 2000。然而由於當時捷克當局資金不足，因此沒有採用該武器，反而繼續裝備vz. 58，並為它們進行現代化改裝，例如改用聚合物製成的黑色護木及槍托、加裝戰術導軌以裝上各種戰術配件，甚至採用類似M4卡賓槍的伸縮槍托等。不過在近年隨著新的CZ 805布倫突擊步槍已開始列裝捷克軍隊，這批步槍也即將退出前線裝備。而斯洛伐克武裝部隊至今也繼續裝備vz. 58。

## 設計
vz. 58採用短行程活塞導氣式原理運作，其閉鎖方式為閉鎖卡鐵擺動式，擊發方式為擊鎚平移式。該槍具有無彈後定功能，在子彈打光後槍栓會保持開放狀態，其拉機柄位於槍栓框右邊。vz. 58為一種選射槍械，它能夠實施單發或全自動射擊，射手需透過位於機匣右邊的快慢機選擇射擊模式（「1」為單發模式、「30」為全自動模式、中間則為保險）。此槍發射蘇式7.62×39mm中間型威力子彈，並以一個輕合金製成的30發容量彈匣供彈。射手也能夠在裝上空彈匣後鎖定槍栓，然後以SKS半自動步槍專用的10發彈夾條把子彈用力向下壓入彈匣。其瞄具為開放式，並具有表尺，分劃為100-800米。另外，vz. 58還配有刺刀座。

## 衍生型
- vz. 58 P－使用固定槍托的標準型。
- vz. 58 V－使用金屬製可摺式槍托的版本，專門為車輛人員和空降兵設計。
- AP-Z 67－發射7.62×51毫米北約彈的測試型，於1966年研製。
- ÚP-Z 70－發射5.56×45毫米北約彈的測試型，於1970年研製。
- EZ-B－於1976年研製的犢牛式測試型。
- KLEČ－使用590毫米槍管的測試型，於1976年研製。
- vz. 58/97－狙擊步槍測試型。
- vz. 58/98－發射9×19公釐帕拉貝倫彈的衝鋒槍型。
- vz. 58 Carbine－卡賓槍型。
- vz. 58 Compact－緊湊卡賓槍型，槍管只有7.5吋。具7.62×39毫米和5.56×45毫米兩個版本，其中5.56毫米口徑的版本使用塑料製半透明彈匣。

## 恐怖活動

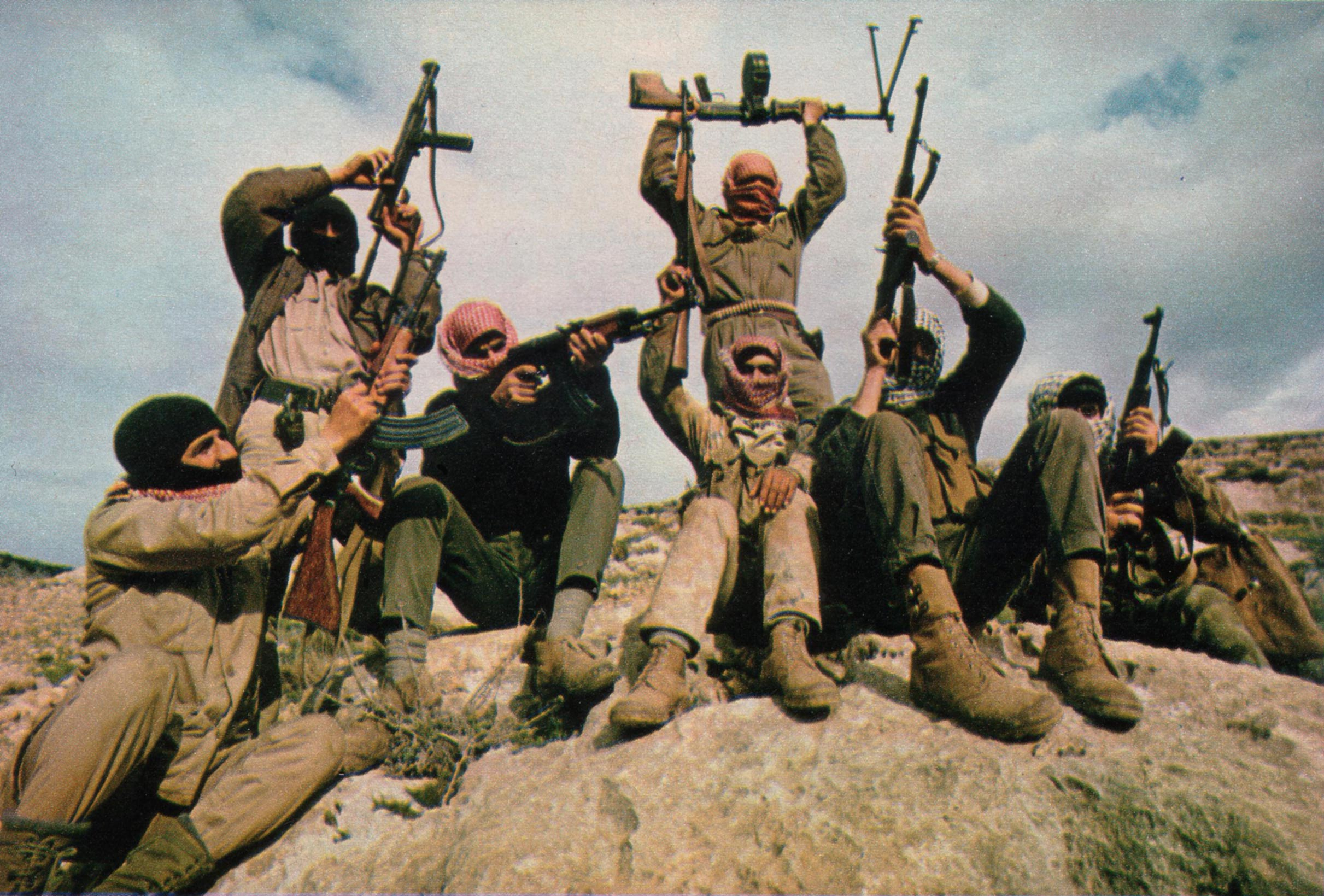
解放巴勒斯坦人民陣線的成員與vz. 58（左）

在1972年的盧德國際機場掃射事件中，巴勒斯坦人民解放陣線及日本赤軍的成員從小提琴盒內拔出vz. 58，然後開始朝著機場地勤人員和旅客進行無情的掃射，造成未包括恐怖份子的24人當場死亡，78人受傷。
愛爾蘭共和軍也曾在北愛爾蘭問題中使用vz. 58。

## 使用國

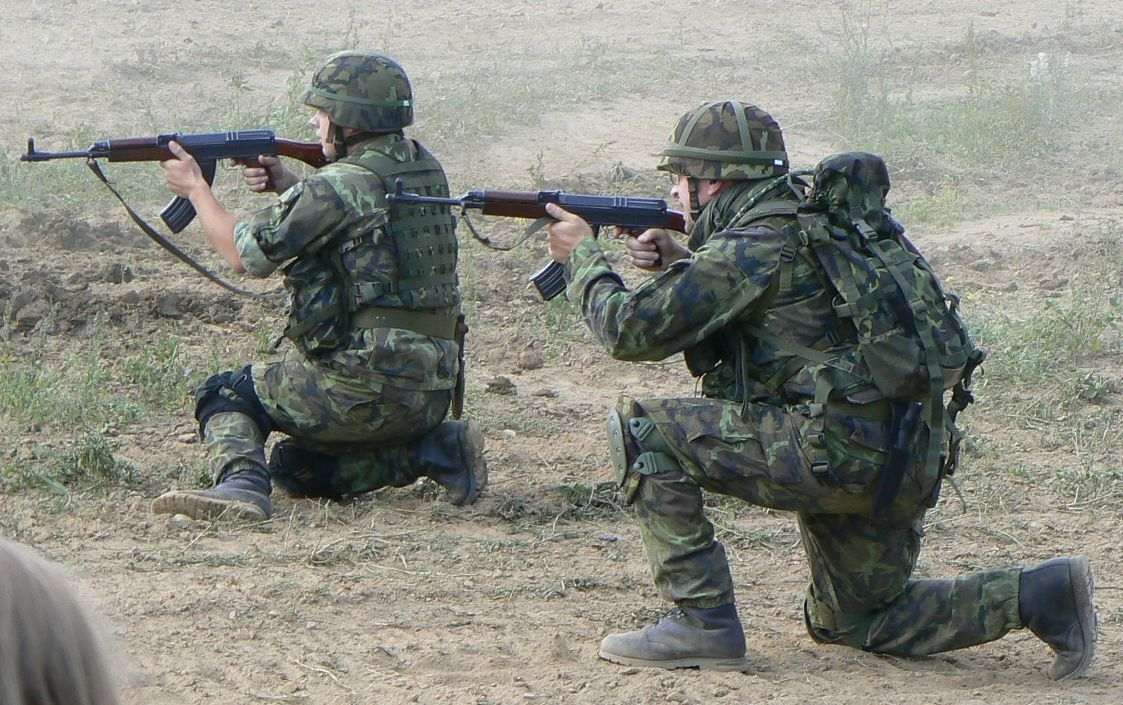
捷克士兵使用vz. 58

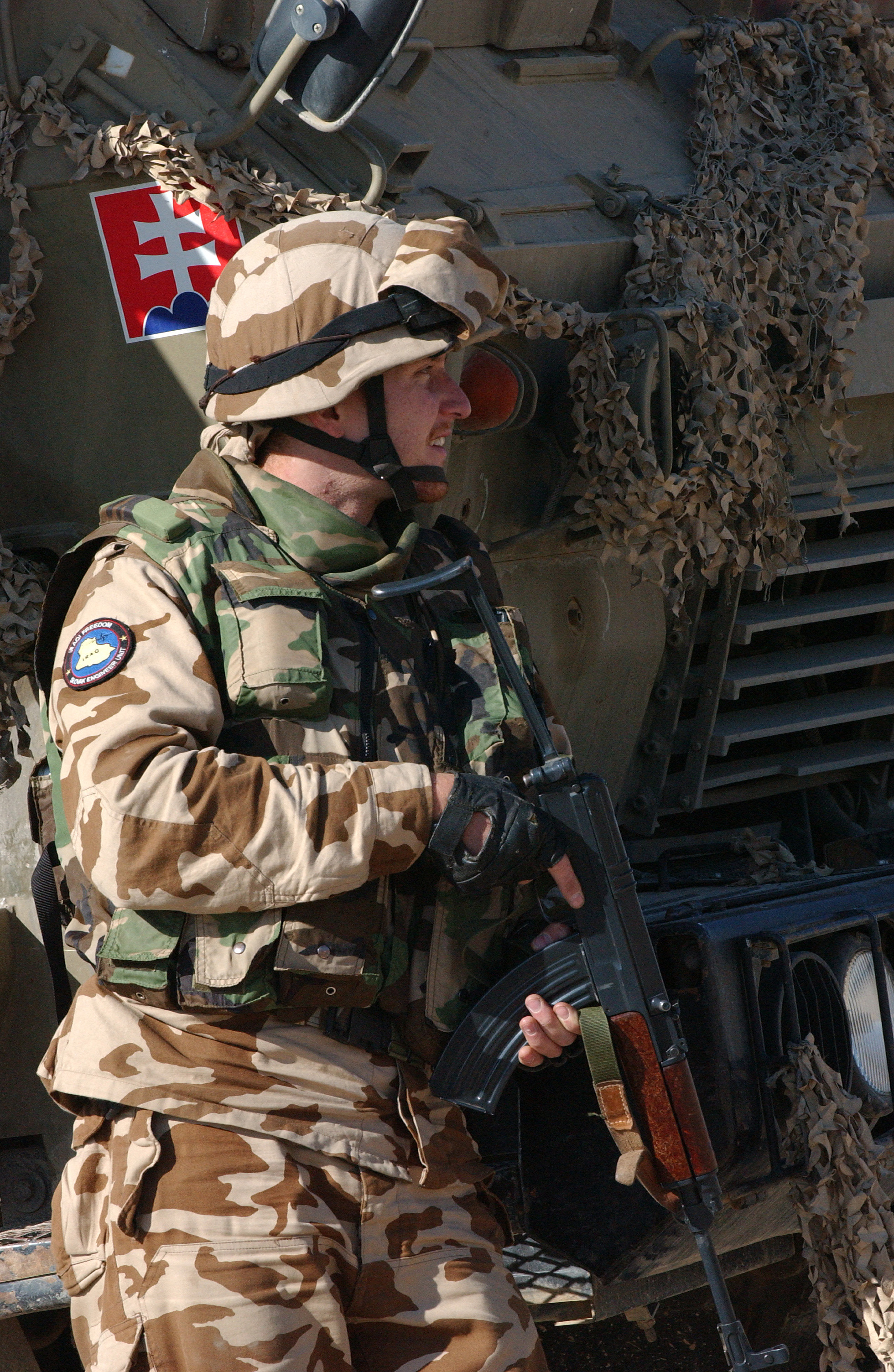
裝備vz. 58的斯洛伐克工兵

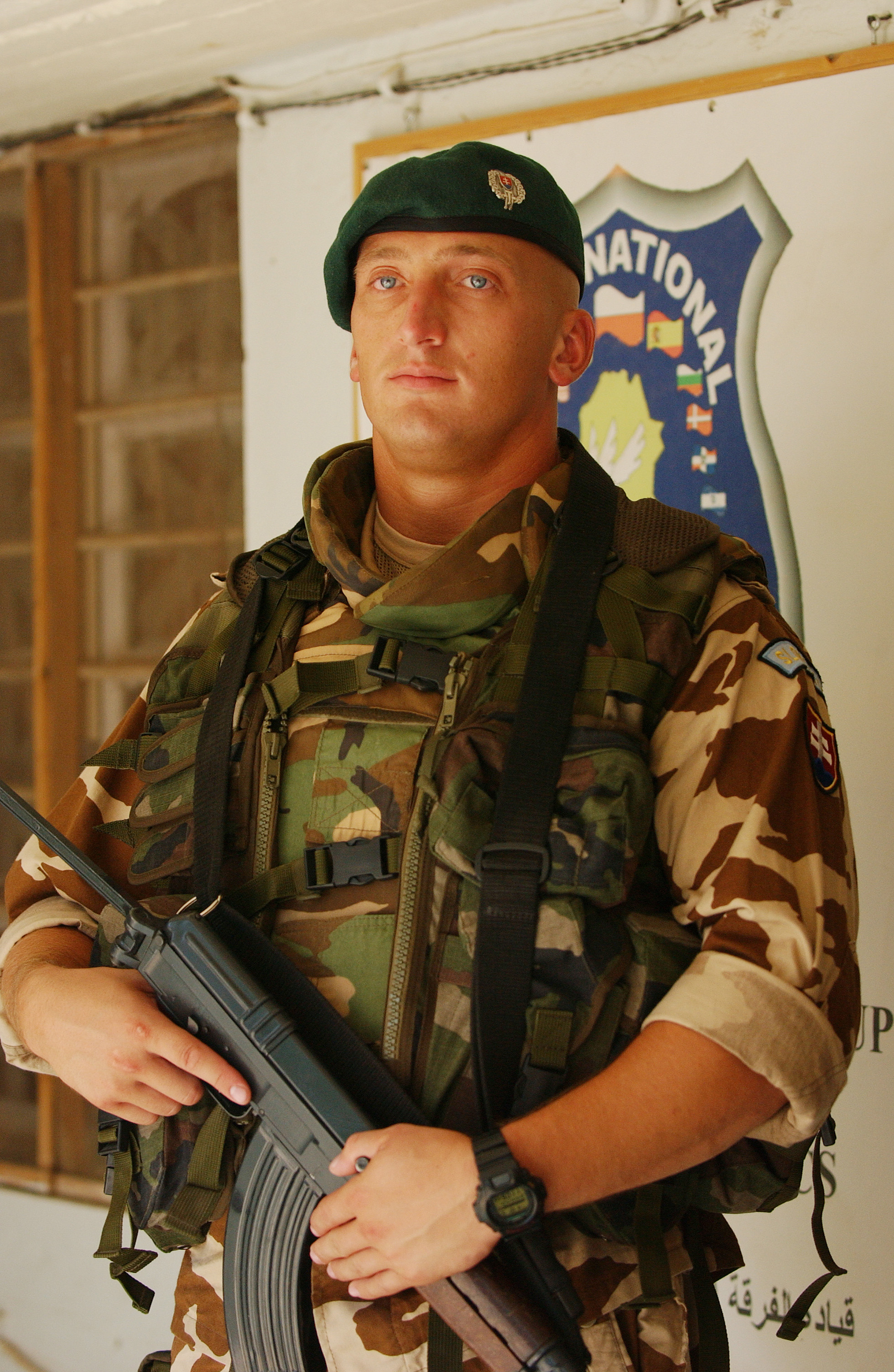
在伊拉克的斯洛伐克士兵

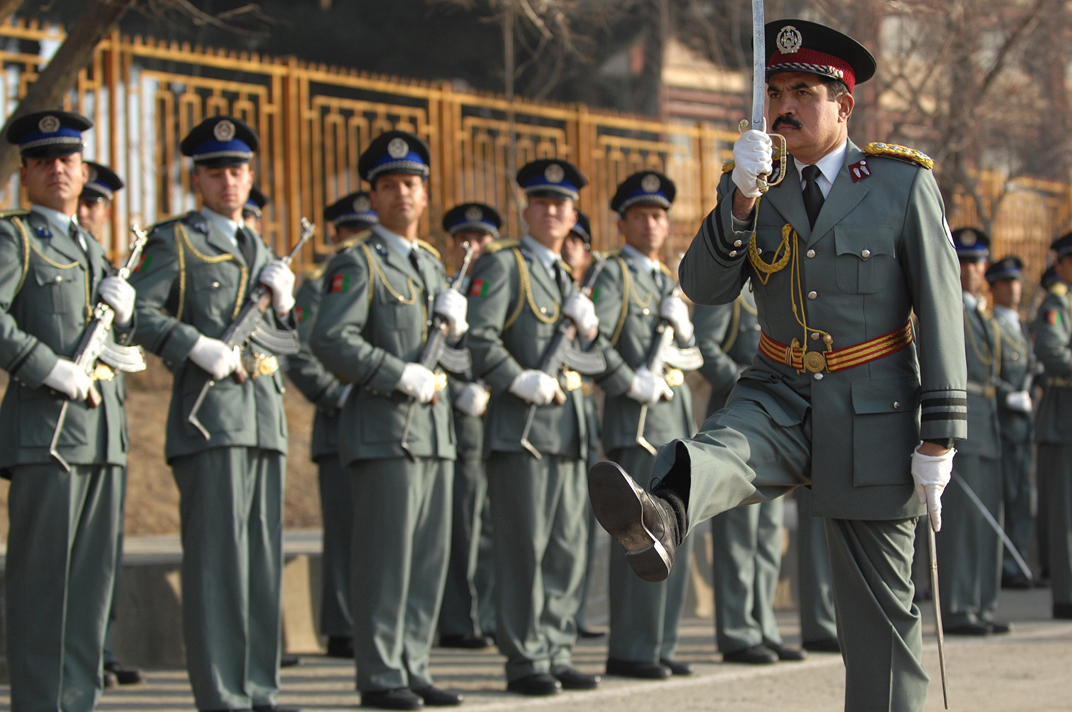
阿富汗警察裝備的vz. 58

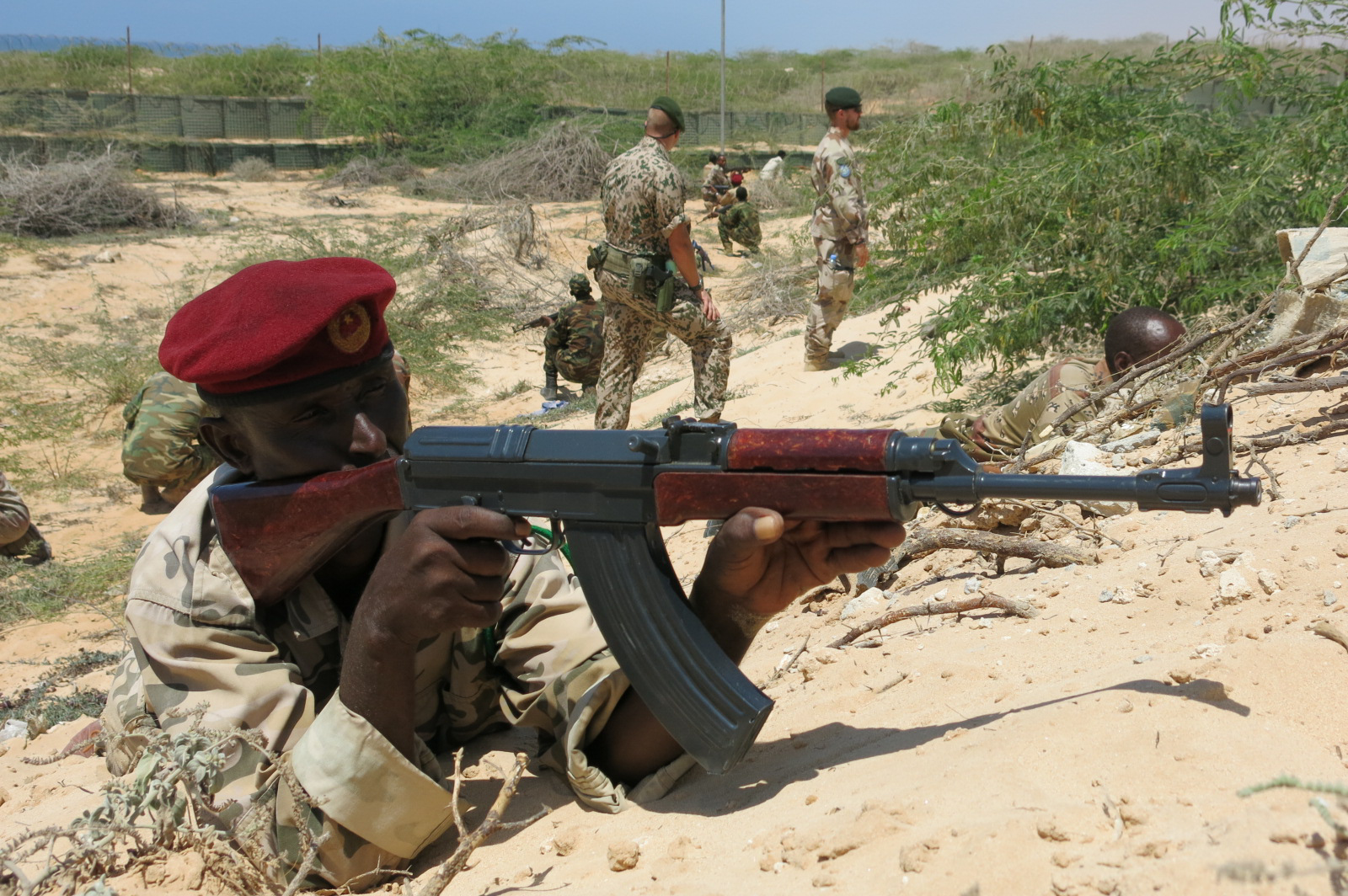
索馬里軍也裝備了vz. 58

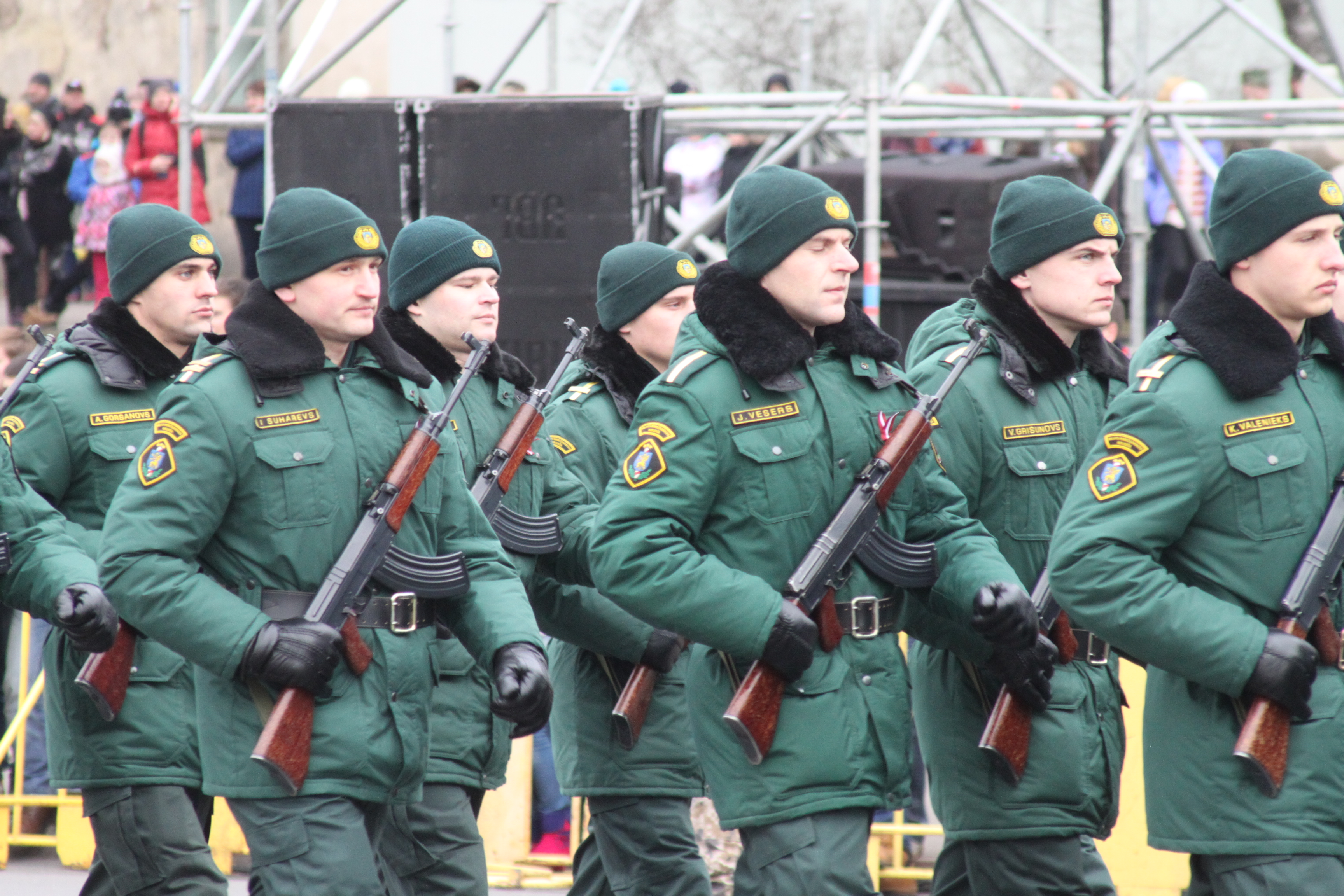
拉脫維亞軍在2014年的獨立日閱兵中出現了vz. 58

- 阿富汗伊斯兰共和国
  - 阿富汗國家警察（英语：Afghan National Police）
- 安哥拉
- 布吉納法索
- 智利
- 古巴
- 賽普勒斯
- 捷克
  - 捷克共和國軍隊（目前正逐步被CZ 805布倫取代中）
- 衣索比亞
- 几内亚
- 匈牙利
- 印度
- 印度尼西亞
- 伊朗
- 伊拉克
- 拉脫維亞
- 黎巴嫩
- 利比亞
- 莫桑比克
- 斯洛伐克
- 斯里蘭卡
- 叙利亚
- 坦桑尼亚
- 土耳其
- 乌克兰：2022年俄羅斯入侵烏克蘭期間獲捷克軍援。
  - 烏克蘭武裝部隊
- 越南：越戰期間獲捷克斯洛伐克軍援。
  - 越南人民軍

### 非國家團體
- 菲律宾新人民军：菲共于1960至80年代期间获越南军援

### 前使用國
- 比亞法拉
- 捷克斯洛伐克

## 另見
- CZ 805布倫突擊步槍
- AK突擊步槍
- AKM突擊步槍
- M4卡賓槍
- SIG SG 540突擊步槍
- 各國軍隊制式步槍列表